# Sveti kraljevski luk
Sveti kraljevski luk (engl. Holy Royal Arch) je samostalni stupanj u slobodnom zidarstvu. Kraljevski luk se pojavljuje u svim glavnim slobodnozidarskim sustavima, iako je u nekim on izrađen kao dio plavog slobodnog zidarstva, dok je u drugima on u pridruženom, odnosno dodatnom, redu. Slobodni zidari kraljevskog luka se sastaju kao kapitel (Chapter), što je ekvivalent masonskoj loži.
Slobodni zidari moraju prethodno dosegnuti treći stupanj – tj. postati majstori – u svojoj matičnoj loži prije nego što se mogu prijaviti za članstvo u kapitelu kraljevskog luka.
Na Britanskim otocima, većem dijelu Europe i u Commonwealthu, kapiteli dodjeljuju jedan stupanj i to je slobodni zidar kraljevskog luka (Royal Arch Mason).
Ovaj se stupanj dodjeljuje i unutar Yorčkog obreda, gdje se smatra četvrtim stupnjem kapitela kraljevskog luka, odnosno prvim od tri tijela koja čine taj sustav. Oba sustava uvelike su slična u svojoj ritualnoj i organizacijskoj praksi.

## Članstvo
Na Britanskim otocima, većini kontinentalne Europe (uključujući slobodnozidarski rastuće države istočne Europe) i u većini država Commonwealtha (s izuzetkom Kanade), učenja slobodnog zidarstva Kraljevskog luka sadržana su u "Vrhovnom redu Svetoga Kraljevskog luka" – samostalnom stupanju slobodnog zidarstva koji je otvoren za one koji su prošli tri simbolička stupnja. Do 1823. godine je bilo otvoreno samo za slobodne zidare koji su prethodno prošli starješinstvo plave lože. Danas se od kandidata za kapitel engleskog Svetoga kraljevskog luka traži da je majstor četiri ili više tjedana.
U škotskom slobodnom zidarstvu kandidat za Kraljevski luk mora biti i majstor znaka, stupanj koji se po potrebi može dodijeliti unutar kapitela Kraljevskog luka. U Irskoj kandidat mora biti majstor jednu godinu prije nego što bude primljen kao član Kapitela Kraljevskog luka. Stupanj majstora znaka prvo se uzima odvojeno, a tek nakon toga može se dobiti stupanj Kraljevskog luka.
U Sjedinjenim Državama, Kanadi, Brazilu, Izraelu, Meksiku, Paragvaju, Filipinima, Kraljevski luk ne funkcionira kao samostalni stupanj kao na Britanskim otocima, već je dio sustava dodatnih masonskih stupnjeva Yorčkog obreda. Slobodni zidari Kraljevskog luka u Yorčkom obredu sastaju u kapitelu, dok kapitel kraljevskog luka Yorčkog obreda dodjeljuje četiri različita stupnja: majstor znaka, virtualan bivši majstor, najuzvišeniji majstor i mason Kraljevskog luka. Dok je stupanj "masona Kraljevskog luka Yorčkog obreda" približno usporediv s Vrhovnim redom Svetoga kraljevskog luka kako se prakticira u Engleskoj i Walesu, ostali stupnjevi mogu imati ekvivalente u ostalim pridruženim redovima.
Kraljevski luk je također predmet 13. i 14. stupnja Drevnog i prihvaćenog škotskog obreda.

## Svrha i učenje
Slično kao kod plavog slobodnog zidarstva, Kraljevski luk uči moralne i etičke pouke. U tri simbolička stupnja kandidat dobiva niz praktičnih principa služenja svom bližnjem. Ali čovjek nije samo praktično biće već ima i bitan duhovni aspekt u svojoj prirodi. Kraljevski luk dalje razvija ovaj posljednji aspekt preispitivanjem čovjekove duhovne prirode, ne zamjenjujući već podržavajući ono što je kandidat naučio iz vlastite religije. U kapitelu se učenja Kraljevskog luka prenose pomoću obredne alegorija temeljenih na starozavjetnom pripovijedanju o povratku u Jeruzalem iz babilonskog progonstva kako bi obnovili grad i Hram. Čisteći zemlju Salomonova hrama za temelje novog hrama, kandidat radi važna otkrića. Dodavanjem dodatnog objašnjenja praktičnim lekcijama simboličkog slobodnog zidarstva, Kraljevski luk se promatra kao nadogradnja prethodnih stupnjeva, a usvojene filozofske lekcije primjerene su ovoj epizodi slobodnozidarskog razvoja kandidata. Simbol ili Veliki grb slobodnog zidarstva Kraljevskog luka je trostruki tau.

## Povijest
Točna pojava slobodnog zidarstva Kaljevskog luka općenito, posebice Svetoga kraljevskog luka, je nepoznato osim što potiče iz sredine 18. stoljeća.
Iako se u slobodnozidarskoj literaturi iz 1720-ih godina pojavljuju nazivi kraljevskog luka, prvo dokazivo pojavljivanje slobodnog zidarstva Kaljevskog luka nalazimo u Irskoj 1740-ih godina tijekom dublinske procesije. Prema zapisima lože broj 21, "kraljevski luk" su u procesiji nosila "dva izvrsna slobodna zidara" kroz Youghal, Irska, 27. prosinca 1743. godine.
Stupanje se s neodobravanjem spominje u Dassignyjevom "Ozbiljnom i nepristranom istraživanju uzroka današnjeg propadanja slobodnog zidarstva u Kraljevini Irskoj" objavljenom u Dublinu 1744. godine. Nepovezan bilješke u ovom djelu ukazuju na to da se obred vršio u Dublinu, Londonu i Yorku, i opisuju ga kao "organizirano tijelo muškaraca koji su prošli starješinstvo".
Velika loža Irske je 1749. godine dala naloge ložama br. 190 i 198 za osnivanjem "Loža Kaljevskog luka".

## Uloga unutar različitih konstitucija
Sveti Kraljevski luk je sadržan u mnogo različitih slobodnozidarskih konstitucija diljem svijeta, među kojima mnogi ovaj red ističu različito.

### Engleska, Europa i Australazija
Engleski sustav slobodnog zidarstva Kraljevskog luka sastoji se od jednog dodatnog stupnja koji ima četiri ceremonije: ceremoniju uzvišenja radi dolaska novih članova i ceremoniju postavljanja za svakog od tri principala.
U Engleskoj i Walesu, potrebno je da kapitel svetog kraljevskog luka bude pod pokroviteljstvom plave lože i da ima isti broj. U skoro svim slučajevima, kapitel svetog kraljevskog luka također nosi isto ime kao i pokroviteljska plava loža, iako je sam Sveti kraljevski luk odvojen od simboličkih stupnjeva. Pritom je Sveti kraljevski luk jedino dodatno tijelo koje aktivno podržava Ujedinjena velika loža Engleske među plavim slobodnim zidarstvom. Plave lože u Engleskoj i Walesu obično imaju posebnog predstavnika Kraljevskog luka, a novopečeni majstori aktivno se potiču da traže prijem u Sveti kraljevski luk prije nego što razmotre članstvo u nekom drugom pridruženom tijelu ili redu.
S izuzetkom Škotske i Skandinavije (u kojoj se koristi Švedski obred), engleski sustav slobodnog zidarstva Kraljevskog luka postoji i u drugim europskim državama, kao i u Australaziji, a trenutačno se uvodi u mnoge istočnoeuropske države, uključujući Rusiju i Srbiju. Zbog razlike u organizaciji, značajna ograničenja primjenjuju se na engleske zidare kraljevskog luka koji žele prisustvovati sastancima Kraljevskog luka u Škotskoj.

### Škotska
U Škotskoj se stupanj dodjeljuje u kapitelu Kraljevskog luka koji je organiziran u potpuno drugačijoj administrativnoj strukturi pri Vrhovnom velikom kapitelu kraljevskog luka Škotske. Ovo tijelo upravlja trima stupnjevima Kraljevskog luka.
Engleskim zidarima Kraljevskog luka neće biti dopušteno ući u škotski kapitel tijekom rada majstora znaka, osim ako imaju taj stupanj koji u Engleskoj upravlja zasebno tijelo. Stupanj uzvišenog majstora ne postoji u Engleskoj, a članovima engleskog Velikog kapitela nije dopušteno prisustvo tim radovima. Oni također mogu biti isključeni iz dijela rada Kraljevskog luka koji više ne koriste, premda se ovo odlučuje u pojedinim kapitelima.
Ova ograničenja se ne odnose na zidare Kapitela Kraljevskog luka u Irskoj, Australiji, Novom Zelandu i sjevernoj Americi.

### Irska
Stupanj Kraljevskog luka prema irskoj konstituciji je jedinstven iako je savršeno regularan i priznat te ima malo sličnosti s istim stupnjem u sestrinskim konstitucijama Engleske i Škotske.

### Sjeverna Europa
Slobodno zidarstvo Švedskog obreda, koji se prakticira u Švedskoj, Norveškoj, Danskoj, Islandu, dijelom u Finskoj i Njemačkoj, je doista progresivan sustav i podijeljen je u tri razreda. Drugi razred, odnosno stupnjevi Svetog Andrije imaju neke sličnosti sa Svetim kraljevskim lukom. Članovi 6. stupnja Švedskog obreda i članovi Kraljevskog luka dijele neku simboliku pa će moći posjećivati jedni druge.

### Sjeverna Amerika i druge države
U Sjedinjenim Državama, Kanadi, Brazilu, Izraelu, Meksiku, Paragvaju i Filipinima i drugima, u učenjima zidara Kraljevskog luka se ne radi kao samostalni stupanj, već je dio sustava dodatnih stupnjeva Yorčkog obreda. Kapitel Kraljevskog luka Yorčkog obreda upravlja stupnjeve majstora znaka, bivšeg majstora, najuzvišenijeg majstora i Kraljevskog luka. Od ova četiri stupnja samo ovaj posljednji nalikuje Vrhovnom redu Svetoga Kraljevskog luka kako se prakticira u Engleskoj i Walesu. U Kanadi većina nadležnosti formalno ne prakticira ili ne dodjeljuje stupanj "virtualanog bivšeg majstora", iako je poznato da je dostupan kao grupna ceremonija za članove koji prisustvuju sazivu Velikog kapitula.

## Administrativna struktura

### Kapitel
Jednom kad je prihvaćen u kapitelu (engl. Chapter), ekvivalent plavoj loži u Svetom Kraljevskom luku, kandidat postaje kompanjon (engl. Companion), a sastanci Kraljevskog luka opisani su kao Sabori (engl. Convocation). Ceremonija u kojoj je majstor zidar podiže u kompanjona naziva se veličanje (engl. Exaltation). Kapitelom Svetog Kraljevskog luka upravljaju tri principala koji zajednički upravljaju kapitelom sjedeći na istočnoj strani skupštine.
Pored trojice principala koji zajednički vode, kapitel svetog kraljevskog luka bira i imenuje druge časnike s posebnim odgovornostima unutar kapitela. Slični dužnosti postoje i na nacionalnoj razini u Vrhovnom poglavarstvu Kapitela, a također i na područnoj razini, s odgovarajućim prefiksima kod časnika.
- Zorobabel princ Jeruzalema (Zerubbabel – Prince of Jerusalem)
- Hagaj prorok (Haggai the Prophet)
- Jošua prvosvećenik (Joshua the High Priest)
- Ezra pisar (Scribe Ezra)
- Nehemija pisar (Scribe Nehemiah)
- rizničar (Treasurer)
- voditelj ceremonije (Director of Ceremonies)
- glavni došljak (Principal Sojourner)
- prvi zamjenik došljaka (1st Assistant Sojourner)
- drugi zamjenik došljaka (2nd Assistant Sojourner)
- zamjenik voditelja ceremonije (Assistant Director of Ceremonies)
- orguljaš (Organist)
- podvornik (Steward), može ih biti više
- nastojnik (Janitor)

Sve ove dužnosti popisane su i regulirane statutima ili propisima različitih Velikih kapitela, uključujući i matičnog Velikog Kapitela, točnije Vrhovnog poglavarstva Kapitela Engleske (engl. Supreme Grand Chapter of England). U strukturi Yorčkog obreda slobodnog zidarstva Kraljevskog luka, nastojnik može biti poznat i kao stražar (engl. Tyler ili Sentinel).

### Vrhovni veliki kapitel
Vrhovni veliki kapitel slobodnih zidara kraljevskog luka Engleske upravlja se iz središnjice Ujedinjene velike lože Engleske u Londonu. Vrhovnim velikim kapitelom upravljaju tri velika principala koji imaju svoje sjedište. Prvi veliki principal (engl. First Grand Principal) u Svetom kraljevskom luku ekvivalent je velikom majstoru plavog slobodnog zidarstva. Ako je nositelj ove dužnosti kraljevski princ tada je on podržan od strane "privremenog prvog velikog principala" (engl. Pro First Grand Principal). Također, mnogi časnici velike lože obnašaju jednakovrijednu dužnost u vrhovnom velikom kapitelu.

## Rasprostranjenost
Vidi još: Kraljevski luk#Rasprostranjenost
Veliki kapiteli kraljevskog luka djeluju u više država diljem svijeta. Sve regularne jurisdikcije prate svoje povijesno podrijetlo od Vrhovnog velikog kapitela slobodnih zidara kraljevskog luka Engleske.
Veliki kapiteli kraljevskog luka djeluju na područjima nadležnosti sljedećih regularnih velikih loža temeljem potpisanih konkordata:
- Ujedinjena velika loža Engleske → Vrhovni veliki kapitel slobodnih zidara kraljevskog luka Engleske[11]
  -  Velika loža Makedonije
  -  Velika loža Andore
  -  Velika loža Rusije
  -  Regularna velika loža Srbije
- Velika loža Irske → Vrhovni veliki kaptel kraljevskog luka Irske[12]
- Veliki orijent Nizozemske → Vrhovni veliki kapitel Reda svetog kraljevskog luka Nizozemske[13]
- Velika loža Finske → Veliki kapitel slobodnih zidara kraljevskog luka Finske[14]
- Regularna velika loža Italije → Vrhovni veliki kapitel slobodnih zidara Kraljevskog luka Italije[15]
- Velika loža britanske masonerije u Njemačkoj (UVLNJ) → Vrhovni veliki kapitel britanske masonerije Kraljevskog luka u Njemačkoj[16]
- Regularna velika loža Belgije → Veliki kapitel Svetog kraljevskog luka Belgije
- Velika loža Estonije → Veliki kapitel kraljevskog luka Estonije
- Velika loža "Alpina" Švicarske → Veliki kapitel "Helvetia" masona Kraljevskog luka Švicarske[17]
- Simbolička velika loža Mađarske → Simbolički veliki kapitel Mađarske
- Velika loža Španjolske → Vrhovni veliki kapitel slobodnih zidara kraljevskog luka za Španjolsku[18]
- Najuzvišenija velika loža Republike San Marino → Vrhovni veliki kapitel slobodnih zidara Kraljevskog luka San Marina
- Velika loža Indije → Vrhovni veliki kapitel slobodnih zidara kraljevskog luka Indije[19]
- Ujedinjena velika loža Viktorije → Vrhovni veliki kaptel kraljevskog luka Viktorije[20][21]
- Ujedinjena velika loža Novog Južnog Walesa i Teritorija australskog glavnog grada → Ujedinjeni vrhovni veliki kaptel znaka i kraljevskog luka Novog Južnog Walesa i Teritorija australskog glavnog grada[22]
- Velika loža Južne Australije i Sjevernog teritorija → Vrhovni veliki kaptel kraljevskog luka Južne Australije i Sjevernog teritorija[23]
- Velika loža Argentine → Veliki kapitel Reda slobodnih zidara Svetog kraljevskog luka Jeruzalema Republike Argentine[24]
- Velika loža Perua → Vrhovni veliki kapitel Perua zidara Kraljevskog luka Jeruzalema[25]

Također, postoje veliki i veliki kapiteli kraljevskog luka i pored regularnog ustroja:
- Velika loža francuskog masonskog saveza / Velika tradicionalna i simbolička loža "Opera" / Velika loža Francuske → Vrhovni veliki kaptol Svetog kraljevskog luka Jeruzalema za Francusku[26]

## Vanjske poveznice
- Vrhovni veliki kapitel kraljevskog luka Engleske